# Auerbach (Zachenberg)
Auerbach ist ein Gemeindeteil von Zachenberg im niederbayerischen Landkreis Regen. Der Ort liegt nordöstlich von Zachenberg. 
Das Dorf hat 257 Einwohner und 85 Wohngebäude.

## Baudenkmäler
Siehe Liste der Baudenkmäler in Auerbach

## Tourismus
Der Zachenberger Steinbruchweg führt von Auerbach aus an alten, stillgelegten Steinbrüchen vorbei. Das Gasthaus Egginger bietet sich als Anfangs- bzw. Endpunkt der Wanderung an.